# 高橋純子
高橋 純子（たかはし じゅんこ）は秋田県出身の競技麻雀のプロ麻雀士で、日本プロ麻雀棋士会の会長（プロ麻雀競技界で唯一の女性会長）。
ニンテンドーDS、Yahoo!ゲーム、Xboxの麻雀ゲームを監修した。
パソコン誌「MSXマガジン」の元副編集長。